# ݝ
Ġayn deux points suscrits ‹ ݝ › est une lettre additionnelle de l’alphabet arabe utilisée dans l’écriture de plusieurs langues africaines. Elle est composée d’un ġayn ‹ غ › diacrité de deux points suscrits au lieu d’un point suscrit.

## Utilisation
Dans plusieurs ajami utilisés pour écrire des langues d’Afrique de l’Ouest ou leurs normalisations.
Dans l’alphabet national du Tchad, ‹ ݝ › représente une consonne nasale vélaire voisée [ŋ].
Au Sénégal, ‹ ݝ › représente une consonne nasale vélaire voisée [ŋ] en wolof, peul, soninké, maninka, seereer, dyola et balante écrits avec les caractères coraniques harmonisés.